# 科林斯堡 (科罗拉多州)
科林斯堡（英語：Fort Collins）是美国科罗拉多州拉里默爾縣内的一座权力下放的城市，它位于科罗拉多山麓带，河畔。它是拉里默爾縣的县府。它约有13万居民，是科罗拉多州第五大城市，也是一座较大的大学城，科羅拉多州立大學位于科林斯堡。

## 历史
1864年美国陆军设立了科林斯堡，它本来是一个陆军的前哨。其前身是一个名为科林斯营的兵营。这个兵营是1860年代中在印第安人战争中设立的，目的是保护当地的邮道。1864年6月一场大水淹没了科林斯营。此后兵营长官给怀俄明东南罗拉米堡的长官威廉·科林斯上校写信说原兵营下游数英里处有一个好的建堡的地方。科林斯堡里驻扎了第11俄亥俄自愿骑兵军的两个团。该堡始终没有建围墙。
科林斯堡设立后立刻就有移民在其附近定居。1867年当地的印第安人反抗消失后科林斯堡被军队放弃。原堡今天在历史“老城”的边上。1866年市内的第一座学校和教堂启用。在当地商人约瑟夫·梅森的带领下市民开始设法将县府移到科林斯堡。1868年拉里默爾縣的县府被移到了科林斯堡。
1872年科林斯堡的人口首次剧增，数百移民来到市内，在原来老城的南部开始建造新的楼房。新移民与老居民之间的矛盾导致了市内的政治分化。新的州立农业学院开课。
1880年代市内建造了一些华丽的住房和商业建筑。城市逐渐出现了其自己的个性。市内最早的工业包括石匠、制糖和屠宰场。草场、学院及其农业试验站为当地的羊提供了极好的和丰富的食物。1900年代初科林斯堡甚至获得了“世界饲羊之都”的称号。1901年市内建立了一座大的制糖厂。
虽然大萧条和同时爆发的旱灾对科林斯堡也有打击，但是其发展在20世纪前半页没有停止过。第二次世界大战后市内居民数量加倍，经济迅速发展。老建筑被拆除，为新的、现代化的建筑让出地方。同时市内的经济结构也发生变化。1955年糖厂关闭。1954年市政府组织也改变，城市的最高领导机构成为市议会及其主席。1960年代里科罗拉多州立大学的学生也加倍。20世纪末科罗拉多州立大学成为科林斯堡最重要的经济力量。在20世纪里科林斯堡还获得了非常保守的名声，建市初期的数十年中市内禁酒。这个规定一直到1969年才在学生运动的努力下辈子废除。当时民权运动和反战动乱使得市内的局势非常紧张，科罗拉多州立大学的校园里数座建筑被焚。
20世纪末科林斯堡迅速向南扩展，在那里建造了数座地方性的购物中心。1980年代里城市管理和发展规划成为越来越紧迫的任务，通过设立内城发展机构城市试图发展科林斯堡的老城。

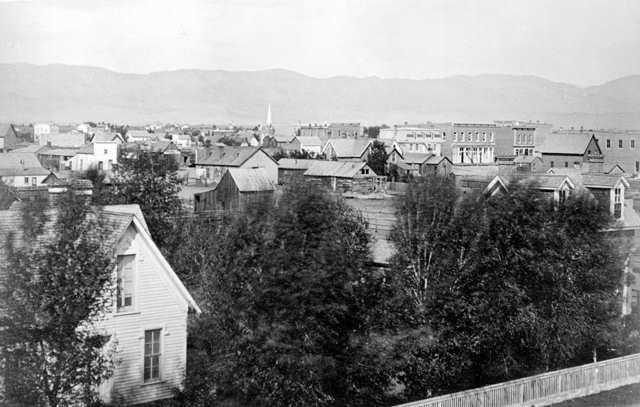
1875年的科林斯堡，朝西方向

2006年《货币》杂志将科林斯堡列为美国生活价值最高的城市。该杂志评论道：“好的学校、低的犯罪率、高技术经济行业的好职业和极好的户外生活使得科林斯堡成为第一名”。科林斯堡的人口继续稳步增长，它与科罗拉多州北部的发展地区竞争。21世纪初关于未来的发展趋势的讨论和学生与居民之间的利益冲突成为当地最重要的问题。

## 地理和气候
科林斯堡的地理位置为北纬40°33'33"，西经105°4'41"。它位于洛磯山脈的山脚下，丹佛以北约105千米、夏延以南约72千米处。城市海拔1,525米。重要的地标包括马齿保护区（Horsetooth Reservoir）和马齿山（Horsetooth Mountain）。马齿山的名字来自于城市西部天幕上的一块非常显眼的牙齿状的花岗岩。
根据美国人口调查局的数据科林斯堡的总面积为122.1平方公里，其中120.5平方公里为陆地面积，1.6平方公里为水域面积（1.27%）。
科林斯堡年平均日照天数达296天，平均每年有22天的气温达32.5 °C以上。七月的平均气温为22 °C，平均年降雪量为146厘米，一般降雪数天后就融化了。

## 居民
科林斯堡是科罗拉多州人口第五高的城市，在美国其人口数目列第185名。2005年美国人口调查局估计其市内居民数为128,026人，都市周边地区的人口为271,927人，前面范围都市地带的人口为4,013,055人。
根据2000年的人口普查市内有118,652名居民，分45,882个户，共25,785个家庭。此前的人口数量为1998年108,905人、1990年89,491人、1980年64,092人、1970年43,337人、1950年14,937人和1920年8,755人，其都市统计地区还包括罗夫兰，假如加上罗夫兰的话其人口总数于2000年达251,494人。市内的人口密度为984.4人/平方公里。市内居民中白人占82.4%、美国黑人占3.01%、美洲土著人占0.60%、亚洲人占3.01%、太平洋岛屿土著人占0.12%、3.61%属其它人种。混血儿占2.53%。西班牙裔或拉丁美洲裔的人占10.79%。
2000年市内的45,882户中有29.0%有18岁以下的未成年人、44.9%是结婚夫妇、7.9%是带孩子的单身妇女、43.8%不是家庭、26.0%是单身汉、5.9%有65岁以上的老年人。平均每户2.45人。家庭的平均大小为3.01人。
市内人口结构的分布为21.5%在18岁以下、22.1%在18至24岁之间、31.5%在25至44岁之间、17.0%在45至64岁之间、7.9%在65岁以上。市内人口的平均年龄为28岁。女子对男子的性别比为100：100.9，成年人的性别比为100：99.7。
市内每户的平均年收入为44,459美元，家庭的平均年收入为59,332美元。男子的平均年收入为40,856美元，女子的平均年收入为28,385美元。人均年收入为22,133美元。5.5%的家庭或者14.0%的居民生活在贫困线以下，其中包括8.3%的未成年人和5.8%的老年人。

## 司法和政府
科林斯堡的政府最高机关是市议会。市长每两年由市民选举而出，市长选举是在单数年的四月进行。市长是一个由七名成员组成的市议会的主席。目前的市长是，首次于2005年4月当选。市议会的其他六名成员由各区选举而出，任期为四年。双数号市区下次选举是在2007年4月，单数号市区下次选举是在2009年4月。
科林斯堡是科罗拉多州主要为乡村的第四众议院地区里最大的城市，其众议员是玛丽莲·马斯葛瑞夫（共和党），其州参议员（一名）和众议员（两名）均是民主党人。它是拉里默爾縣县级法院的驻地。

## 文化
科林斯堡的许多文化以科罗拉多州立大学的学生为中心。由于当地许多居民是学生年龄，因此市内有一个非常活跃的音乐生活，许多获得赞赏的小型啤酒厂也在这里。市中心有一个老城购物区，每年举办多种大型庆祝。林肯中心是科林斯堡交响乐团的驻地，百老汇的巡回演出也经常到这里。科林斯堡气球节吸引世界各地的热气球爱好者参加。
市内的啤酒文化也很活跃。除从1984年开始在市内营业的安海斯-布希啤酒厂外还有三个微型啤酒厂。市内还有一些啤酒店。六月末市内举办科罗拉多啤酒节。这个节日在老城举办，参加的有来自科罗拉多州45个以上的啤酒厂和平均近三万人。
科林斯堡最主要的演出场地是林肯中心，这个中心是1978年建造的，拥有一座1180席的大厅和一个220席的小厅以及四个展览厅、一个室外雕塑和表演场。当地许多艺术组织将其总部设立在设立，包括科林斯堡交响乐团、科林斯堡歌剧团等。中心拥有便利身障者轮椅的出入口以及辅助听力有缺陷的人的红外声响系统。每年这里举办近1750次活动。

### 老城
被修复的历史老城区的中心是一条红砖铺的步行街，街旁树立着路灯，由喷泉环绕，这个老城展示了科林斯堡开始时的景象，街上还有许多购物机会。中心广场旁夜有商店、画廊、饭店和夜生活场地。从春天到秋天这里不断举办活动。旅游办公室、个别商店和城市机关提供散布地图。夏季周六11点、13点和15点科林斯堡博物馆提供老城的导游。

### 媒体
科林斯堡有一份日报《科林斯堡科罗拉多人报》（Fort Collins Coloradoan）和一份周报《科林斯堡周报》以及一些专门的报纸，比如免费的商业报以及大学生报纸。
市内还有介绍活动和庆祝的杂志以及快报。
科罗拉多州立大学有一座学生电台，其重点是地下和当地音乐。
科林斯堡没有当地的大电视台。

### 教育
科林斯堡有四座高等中学。
高等教育有科罗拉多州立大学和前程社区学院，前程社区学院提供艺术、科学、一般教育和应用科学的课程。它提供17个高校假期课程和90多个进修班。瑞奇士大学和菲尼克斯大学在科林斯堡有分校。
科林斯堡公共图书馆创办于1900年，是科罗拉多州第六座公共图书馆。该图书馆开办了一个幼儿中心，与当地的其它图书馆和高等学校以及学校有合作关系。目前图书馆有27册书籍以及一个当地历史文献馆。
科林斯堡有许多科研机构。

## 经济

### 主要工业和商业企业
科林斯堡的经济分配良好，即有生产企业，也有服务企业。惠普公司、伍德沃德调速器公司和安海斯-布希等公司在这里有工厂。为了使用科罗拉多州立大学及其研究机构许多高科技公司转到科林斯堡。

#### 产品
在科林斯堡出产的产品包括化工和药品、电子元件、飞机零件、科学仪器、测量和控制仪器、电子产品、引擎、涡轮机和通讯设备等。

### 当地刺激项目
科林斯堡的经济政策刺激经济发展，它将部分公司交的税用来鼓励公司投资。在个别情况下城市会给予一个公司其税收可靠性的50%的贷款，这个贷款可以分四年还清。1997年城市创立了科林斯堡“虚拟孵化器”，来帮助新企业起步。它在网上提供信息来产生新的、有希望的企业，以及提供当地的低费专家服务。
科林斯堡经济发展公司鼓励市内的公司吸引新公司入驻科林斯堡，帮助当地的公司扩张以及与科罗拉多州立大学建立合作关系来利用大学的新研究成果。科林斯堡也通过降低税收的方法来鼓励个人创造新的企业。

## 交通
有班机通往科林斯堡-拉夫兰机场。近12个航空公司有班机通往约70英里远的丹佛国际机场。从那里可以通过25號州際公路到达科林斯堡。
25號州際公路在市中心得东部从北向南纵贯城市，市中心的街道形成一个棋盘格子。在市内美国287号高速公路成为学员大街，是市内交通最繁忙的城市，它也是南北走向的，将城市分为两半。
除周日和重要节日市内的公共汽车系统有十多条线路。大多数这些线路从早上5:30至傍晚18:30运行。在科罗拉多州立大学上学期间有些线路甚至在周日也运行。所有的公共汽车均可以携带自行车，成人的票价为1.25美元，60岁以上的老年人和残废人的票价为60分。17岁以下的年轻人免费。售票时不找零钱，10张的联票的价钱为9美元。
市内只有一家出租汽车公司。在科林斯堡骑自行车很普遍。除学院大街外所有街道均可以骑车，市内还有75多英里的专用自行车道。
过去科林斯堡也曾有过有轨电车，但是1951年因为不盈利被拆掉了。最近一条线路被重建，在周末和节日里做为消闲娱乐服务。

### 货运
多个国际性的包裹公司为科林斯堡提供包裹服务。市内许多生产公司有铁路连接。

## 机构
- 美国国家标准局时间信号播发电台
- 医院
- 美国国家基因资源保存中心
- 罗斯福国家森林管理总部

## 名人

### 出生在科林斯堡的名人
- 杰拉米·布鲁姆，滑雪运动员
- 琼·海德，演员
- 杰克·罗埃德，演员
- 大卫·马丁利，画家
- 拜伦·怀特，法官

### 在科林斯堡生活的名人
- 哈蒂·麦克丹尼尔，演员
- 尼尔·史密斯，作家
- 托马斯·萨瑟兰，教授
- 约翰·阿什顿，演员
- 比尔·史蒂文森，音乐家